# Euploea metallescens
Euploea metallescens är en fjärilsart som beskrevs av Hans Fruhstorfer. Euploea metallescens ingår i släktet Euploea och familjen praktfjärilar. Inga underarter finns listade i Catalogue of Life.